# Фокин, Юрий Ефимович
Юрий Ефимович Фокин (род 4 ноября 1937 года) — советский хоккеист с мячом и тренер, заслуженный тренер РСФСР (1975), заслуженный тренер СССР (1980).
Почётный гражданин Нижегородской области (2002).
Главный тренер сборной России по хоккею с мячом с 2003 по 2004 годы.

## Карьера
Начал играть в хоккей с мячом в 1951 году в детской команде «Динамо» (Ульяновск).
Играл в ульяновских командах сельскохозяйственного института, танкового училища имени М. В. Фрунзе.
В 1959 году переехал в Алма-Ату и в течение нескольких сезонов играл в «Буревестнике», а позже в «Динамо». В 1961 году присвоено звание мастера спорта.
В 1964/65 году выступал в горьковском «Старте».
Неплохо играл в хоккей с шайбой, в сезоне 1958/59 выступал за ульяновское «Торпедо».

## Тренерская карьера
После окончания игровой карьеры работал тренером в футбольных и хоккейных клубах Горького. Но наибольших успехов добился как тренер в хоккее с мячом.
Тренировал ХК «Старт» и сборную России.
После победы «Старта» в чемпионате РСФСР сезона 1974/75 получил звание «Заслуженный тренер РСФСР». В 1980 году Ю. Е. Фокин получил звание «Заслуженный тренер СССР», после того как «Старт» завоевал серебряные медали чемпионата СССР.

### Достижения
как тренер 
«Старт» 

 Вице-чемпион СССР — 1980 

 Вице-чемпион России — 1995, 2002 

 Бронзовый призёр чемпионата России — 1996, 1998, 2000 

 Победитель Кубка СССР — 1983 

 Финалист Кубка СССР — 1986 

 Финалист Кубка России — 1998 

 Чемпион РСФСР — 1975
Сборная России 

 Бронзовый призёр чемпионата мира — 2004 

 Бронзовый призёр Кубка губернатора Московской области — 2003

## Государственные награды
- Орден Дружбы (1998)

## Образование
Окончил Казахский институт физической культуры и спорта.